# Allocapnia illinoensis
Allocapnia illinoensis is een steenvlieg uit de familie Capniidae. De wetenschappelijke naam van de soort is voor het eerst geldig gepubliceerd in 1935 door Frison.